# 瞿澳暉
瞿澳暉（1986年8月27日—），生於北京市海淀區，身高180cm，體重68KG，中國大陸男演員。中國傳媒大學表演系畢業。2011年因在還珠格格裡扮演「小凳子」一角，深受觀眾喜愛。

## 作品

### 電視劇
- 2011年《還珠格格》 小凳子
- 2011年《步步驚心》弘時
- 2014年《下輩子還做我老爸》王子誠/田子誠
- 2017年《深夜食堂 (亞洲華語版)》小克
- 2018年《萌妃駕到》甄世爽
- 待播中《通天狄仁杰》李治

### 短劇
- 2007年《深宅舊夢》
- 2007年《弄風》
- 2008年《橙子》
- 2008年《蘇菲日記》
- 2009年《情結》

## 外部連結
- 瞿澳暉新浪微博 （页面存档备份，存于）